# ئوزون تاش (مهاباد)
قرية ئوزون تاش (بالكردية: ئوزون تاش) هي إحدى القرى التابعة لـكاني بازار في ريف قسم خليفان من مقاطعة مهاباد، في محافظة أذربیجان الغربیة الإيرانية.

## السكان
حسب إحصاءات سنة 2006، بلغ إجمالي السكان في ئوزون تاش 371 نسمة وعدد المساكن 45 مسكن. لغة سكان ئوزون تاش هي اللغة الكردية و هم من أهل السنة والجماعة والمذهب الشافعي.